# Elie Wiesel

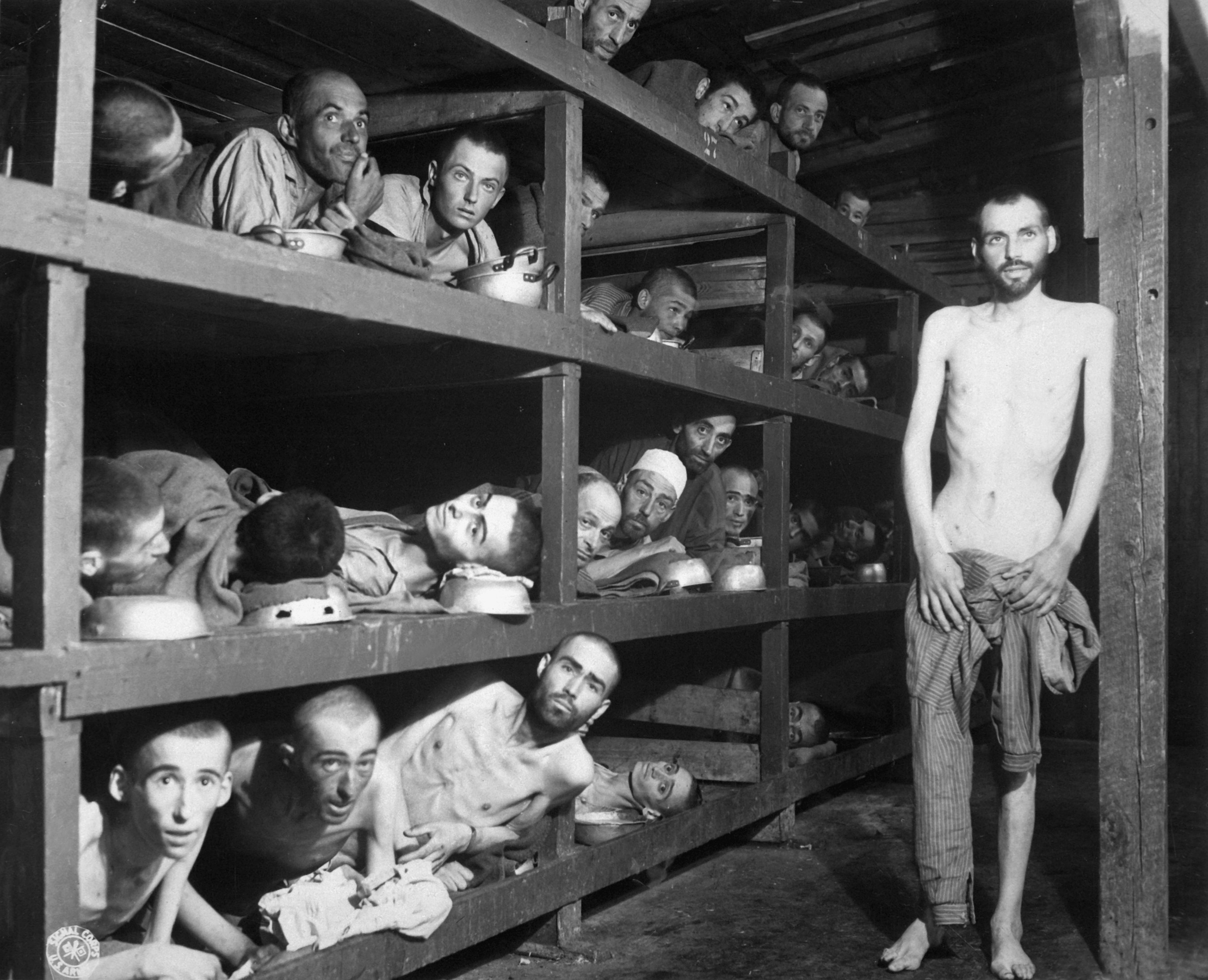
Foto del campo de concentración de Buchenwald. Elie Wiesel se encuentra en la segunda fila de literas, el séptimo contando desde la izquierda.

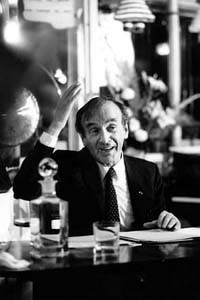
1987

Eliezer Wiesel (en húngaro: Wiesel Lázár; Sighetu Marmației, 30 de septiembre de 1928-Nueva York, 2 de julio de 2016) fue un escritor de lengua yidis y francesa, de nacionalidad estadounidense, sobreviviente de los campos de concentración nazis. Dedicó toda su vida a escribir y hablar sobre los horrores del Holocausto, con la firme intención de evitar que se repita en el mundo una barbarie similar. Fue galardonado con el Premio Nobel de la Paz en 1986.

## Biografía
A los 14 años fue detenido por los alemanes, al igual que los demás judíos de su pueblo, cuando el nazi Ferenc Szálasi tomó el poder por la fuerza derrocando al regente húngaro Miklós Horthy. Sobrevivió a los campos de concentración de Auschwitz y Buchenwald, siendo liberado por las fuerzas aliadas el 11 de abril de 1945. Su padre Shlomo, su madre Sarah y su hermana menor Judith «Tzipora» perecieron; sin embargo, sus dos hermanas mayores Hilda y Beatrice lograron permanecer con vida. Estudió en la universidad de la Sorbona, en París, y posteriormente trabajó en periódicos de Israel, Francia y Estados Unidos, donde se estableció en 1956 y en 1963 obtuvo la nacionalidad estadounidense luego de haber sido apátrida durante décadas.
Autor de tres novelas sobre sus vivencias durante aquellos años de represión y muerte (La noche, El alba y El día, publicadas en español bajo el título de Trilogía de la noche), ganó el Premio Nobel de la Paz en 1986.
El 16 de mayo de 1944, la familia Wiesel, como otras tantas familias judías, se embarcó en un tren rumbo al campo de exterminio de Birkenau. "Es la primera parada, luego vienen Auschwitz y Buchenwald. Es noche cerrada, tinieblas exteriores a las que son arrojadas, junto a tantos judíos asesinados o supervivientes, nuestras entrañas de humanidad, nuestro manantial de profunda compasión." La noche (1956-1958) fue el título que más fama le dio a Wiesel.

### Fallecimiento
Elie Wiesel murió el 2 de julio de 2016 a los 87 años, en Manhattan, Nueva York.

## Posicionamiento político
Debido a sus experiencias vitales del Holocausto nazi, Wiesel se mostró siempre a favor de las víctimas y a apoyar a los oprimidos ante una autoridad represiva y abusiva. Creía en el posicionamiento ante las injusticias y despreciaba la neutralidad. En sus propias palabras:

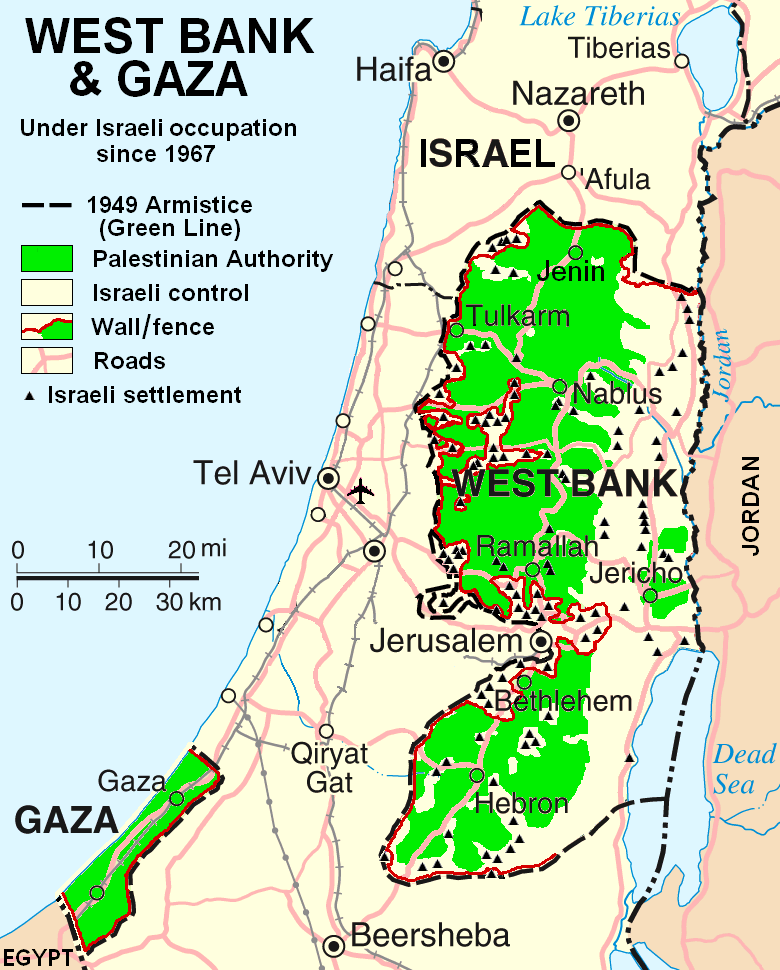
Ocupación de la franja de Gaza en Palestina por Israel.

Juré no permanecer nunca en silencio cuando y donde los seres humanos sufran y sean humillados. Debemos tomar partido. La neutralidad ayuda al opresor, nunca a la víctima. El silencio alienta al verdugo, nunca al atormentado.
Pese a su discurso pacifista y antiimperialista, Wiesel se ha abstenido de hablar sobre la ocupación de Palestina por parte de Israel. En palabras de su hijo, fué un "apasionado sionista",  quien promovió el blanqueamiento del genocidio palestino estableciendolo como un conflicto entre iguales.